# Добро утро, Виетнам
Добро утро, Виетнам (на английски: Good Morning, Vietnam) е американски филм от 1987 година с участието на Робин Уилямс. Филмът е драматична комедия, действието на която се развива в Сайгон през 1965 година по време на войната във Виетнам. В него се разказва за диджей на радиото на военните сили на САЩ, който с нетрадиционните си методи е твърде популярен сред военнослужещите, но е в непрекъснати неприятности с ръководството на радиостанцията.
За тази си роля Робин Уилямс е номиниран за Оскар. Повечето негови радиопредавания са импровизации. Вдъхновението за филма идва от истинска случка.

## Награди и номинации
| Награда                              | Категория                              | Номиниран(и)   | Резултат  |
| ------------------------------------ | -------------------------------------- | -------------- | --------- |
| Награди на филмовата академия на САЩ | Най-добра мъжка роля                   | Робин Уилямс   | номинация |
| Награда на БАФТА                     | Най-добър звук                         | Най-добър звук | номинация |
| Награда на БАФТА                     | Най-добър актьор                       | Робин Уилямс   | номинация |
| Златен глобус                        | Най-добър актьор в мюзикъл или комедия | Робин Уилямс   | награда   |